# Филатов, Григорий Михайлович
Григори́й Миха́йлович Фила́тов (29 декабря 1958, село Поводимово, Мордовская АССР — 22 августа 2012, Саранск) — скульптор, заслуженный художник Республики Мордовия, Лауреат госпремии МАССР и премии комсомола Мордовии.

## Биография
Родился 29 декабря 1958 года в селе Поводимово. Григорий, по национальности эрзя, родился и вырос в многодетной крестьянской семье, в которой было пятеро детей — три брата и две сестры.
Отец Григория — Михаил Васильевич служил лесодесятником, контролировал вырубку лесных насаждений, он самостоятельно освоил столярное ремесло. Собственными руками смастерил практически всю домашнюю мебель — ничуть не хуже покупной.
Мать Григория — Анастасия Ивановна вела домашнее хозяйство, содержала полный двор скотины и воспитывала
детей. Художественным наукам её никто не обучал, но она всегда старалась придумать что-нибудь необычное. Лепила из теста забавных зверушек, и дети невольно приобщались к этому процессу.
После окончания школы Григорий поехал поступать в Рузаевское железнодорожное училище. Но вскоре вернулся домой, поскольку его избила местная шпана. Замерзший, голодный, он приехал в Ичалки, чтобы поступить учиться в местное педучилище. Экзаменаторы попросили его спеть. Григорий разочаровался и забрал документы. После этого Григорий пошёл по стопам старшего брата скульптора Николая и в 1976 году поступил в Пензенское художественное училище имени К. А. Савицкого, в которое его приняли без начального художественного образования, он окончил его в 1982 году. Служил в армии. В 1983 году вступил в Союз художников СССР. В 1991—1993 годах возглавлял Союз художников Мордовии.
Много лет Григорий преподавал в ДХШ № 1 и Саранском художественном училище.
Григорий продолжал учиться до самой смерти, в 2012 году он с отличием окончил Мордовский государственный университет имени Н. П. Огарёва по специальности «художник-дизайнер», где собирался преподавать с нового учебного года, уже была договоренность. Накануне смерти были собраны практически все документы на присуждение Григорию Филатову звания народного художника Мордовии.
Григорий умер 22 августа. 24 августа Григория Михайловича отпевали в церкви, в последний путь его пришло проводить всё его родное село Поводимово, из церкви до кладбища гроб с телом умершего несли на руках. На местном кладбище родного села Григорий Михайлович и был похоронен.
«Это был честный и бескорыстный человек», — рассказывает резчик по дереву Петр Рябов.

## Творчество
Виды творчества и жанры Григория: скульптура, область монументальной, монументально-декоративной, станковой скульптуры, а также мелкой пластики. Используемые материалы Григорием Филатовым: мрамор, бронза, гипс, глина.
Работы Филатова постоянно принимали участие в качестве экспонентов на выставках, галереях, вернисажей: региональной «Большая Волга. Искусство республик Поволжья» (г. Саранск, 2004 год); международной «Ялгат» (г. Саранск, 2007 год). Персональные выставки: Саранск (1992, 1996 год).
В Саранске были установлены необычные скульптуры, выполненные Григорием Михайловичем: «Кот ученый на цепи»; «Старик со старухой у самого синего моря»; «Старуха Шапокляк с крыской Лариской»; «Дворник с метлой»; «Сантехник» — разместился на территории Горводоканала. Последняя скульптура Григория Филатова стала «Кот и тапочки», установленная возле гостиницы «Саранск» — символ уюта и гостеприимства: уютное кресло, домашние тапочки, пушистая кошка — всё это будет напоминать гостям города, что здесь они могут чувствовать себя как дома; она вошла в десятку самых оригинальных отечественных работ.
Григорий вместе со своим братом Николаем Филатовым — авторы памятника Степану Эрьзе, который стоит перед музеем (1996).
Сегодня скульптуры безвременно ушедшего мастера — Григория украшают экспозиции многих музеев страны. Они находятся в Республиканском краеведческом музее, Мемориальном музее боевого и трудового подвига, Музее пожарной охраны МВД. Памятники героям Великой Отечественной войны и локальных конфликтов установлены в Саранске, Дубенском, Зубово-Полянском, Ромодановском, Ардатовском и Сарошайговском районах. Много произведений Григория Филатова украшают зарубежные частные коллекции. Созданный им бюст Степана Эрьзи республика Мордовия передала в дар Ульяновску. Григорий Филатов более полугода работал над бюстом В. И. Ромашкина (Йовлань Оло) и затем подарил его дому-музею «Этно-Кудо» имени В. И. Ромашкина в село Подлесная Тавла Кочкуровского района Мордовии. Памятник изображает Владимира Ромашкина в эрзянской рубахе с музыкальным инструментом торама.

## Семья
Дети:
- сын — Дмитрий, сотрудник МВД;
- дочь — Анастасия, инженер.